# Mendoza ibarakiensis
Mendoza ibarakiensis är en spindelart som först beskrevs av Bohdanowicz, Prószynski 1987.  Mendoza ibarakiensis ingår i släktet Mendoza och familjen hoppspindlar. Inga underarter finns listade i Catalogue of Life.